# Городецкий детинец
Городецкий детинец — центральная историческая часть Городца Нижегородской области.
Городец является старейшим из русских городов Нижегородского Поволжья и именуется в летописях Городцом-Радиловым. Основан Андреем Боголюбским между 1164 и 1172 годами для защиты от Волжской Булгарии. Детинец Городца был расположен на высоком берегу Волги между двумя оврагами, соединёнными между собой рвом. Сегодня это место называют Княжей горой. Длина стен детинца составляла 350 на 100 м. Его основой являлся земляной вал до 7 м высоту и около 500 м по периметру, в котором находились деревянные срубные конструкции. Перед рвом находился широкий и глубокий ров, на дне которого был дубовый частокол. Верхушку вала венчала дубовая крепостная стена. Общая длина стен составляла более 800 м, а площадь — около 3,5 га. В крепостной стене было, вероятно, двое ворот. В детинце находились княжеский дворец и его служебные постройки, собор, дома бояр.

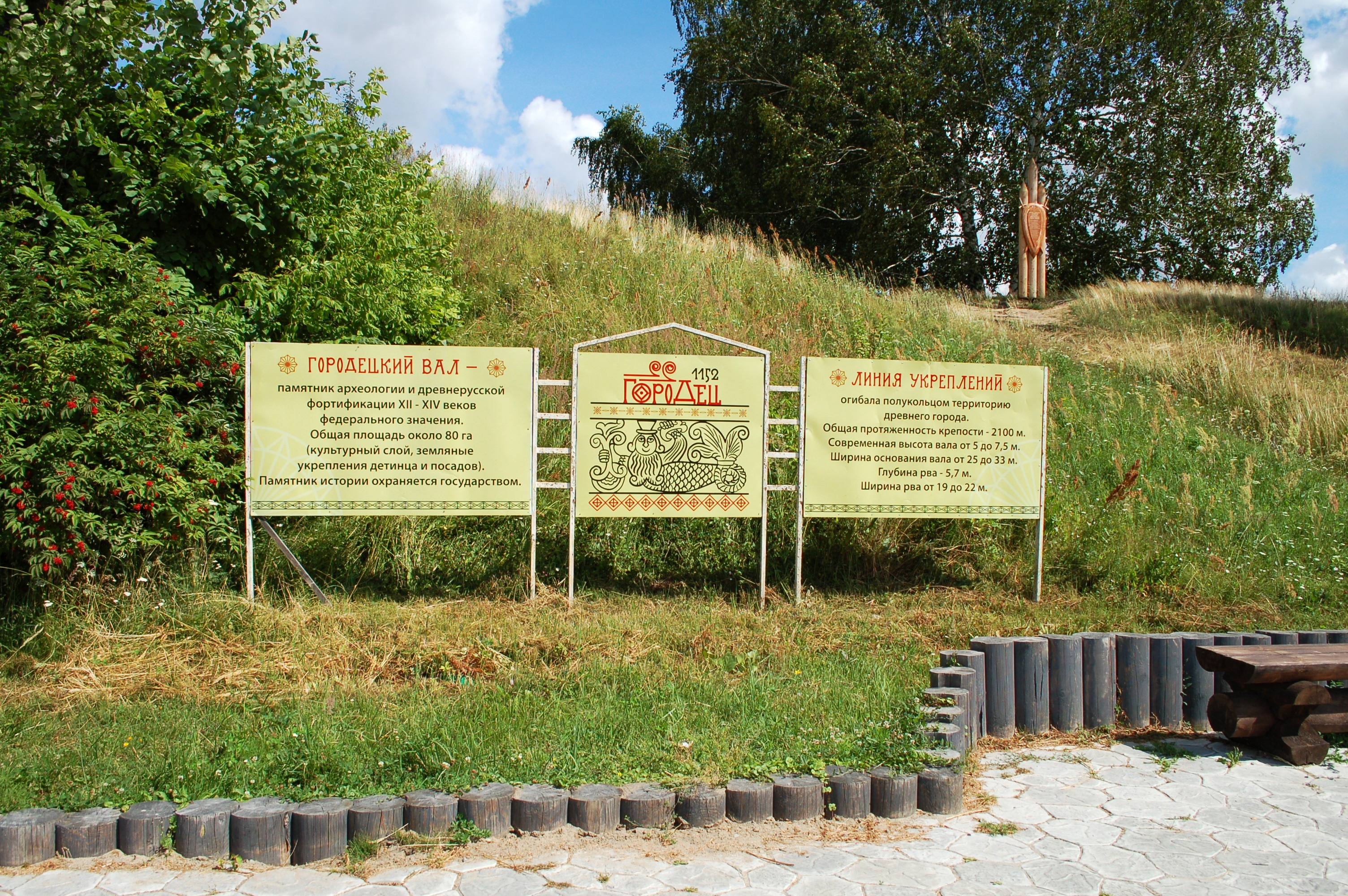
Городецкий вал

К детинцу примыкал значительно более крупный по площади окольный город, длина укреплений которого составляла около 3300 м, а площадь — около 60 га. В его стенах было, как минимум, трое ворот. Непосредственно перед монгольским нашествием с южной стороны начали строить ещё один окольный город площадью 17 га, но не успели завершить. Имея суммарный периметр укреплений около 5900 м и площадь 80 га, Городец являлся второй после Владимира по величине крепостью Северо-Восточной Руси, превосходя по этим параметрам даже Киев.
В 1238 году Городец был разграблен и сожжён монгольским войском хана Батыя, которые вернулись и в 1239 году. Однако город быстро оправился, являлся некоторое время третьим по величине городом Нижегородско-Суздальского княжества, затем стал центром удельного Городецкого княжества. Его земляные валы, однако, начали разрушаться ещё в течение XIV века. В 1408 году Городец был взят и разрушен золотоордынским войском Едигея. После этого разорения стены и башни, вероятно, не восстанавливались, а Городец утратил своё военное значение.
В настоящее время сохранились валы на протяжении 2000 м. Сохранилась не только большая часть валов окольного города, но и некоторые участки вала детинца высотой 2 м. Исторические укрепления Городца в значительной мере повлияли на его современную планировку.